# Marek (papež)
Svatý Marek I. (Marcus, Mark) byl 34. papežem katolické církve. Jeho pontifikát trval osm měsíců a 20 dnů, od 18. ledna 336 do 7. října téhož roku.

## Život
Datum narození známo není, zato je snad první z papežů, u něhož je známo přesné datum zvolení a úmrtí. Podle Liber pontificalis byl narozen v Římě a jeho otec se jmenoval Priscus. Nastoupil na papežský stolec po smrti papeže Silvestra I. Patřil patrně k nejbližším spolupracovníkům nejen zemřelého papeže, ale i jeho předchůdce Miltiada, neboť zřejmě jemu je adresován list, kterým v roce 313 císař Konstantin inicioval svolání biskupského sněmu k řešení otázky donatistů.
O činech tohoto papeže není mnoho zpráv. Jednak je to jistě způsobeno krátkostí pontifikátu, jednak hlavní událostí církve té doby byly důsledky nicejského koncilu, zejména pak odsouzení ariánství. Za jeho působení byl alexandrijský patriarcha Atanáš (296–373) poslán z Alexandrie do vyhnanství v Trevíru a naopak ariánskými křesťany byl z biskupského stolce sesazen Marcel z Ancyry a funkcí zbaveno mnoho dalších představitelů křesťanů, kteří přijali nicejské vyznání víry. Existuje sice korespondence mezi papežem Markem a biskupem Atanásiem, ale ta se po podrobnějším prozkoumání ukázala být padělkem.
Podle oficiálních dějin církve udělil biskupům v Ostii pallium (pás z bílé ovčí vlny, vyzdobený černými křížky, který se uděluje arcibiskupům-metropolitům) a výhradní právo světit římského biskupa. Ustanovil, že při každé mši svaté se čte nicejské vyznání víry (Credo). Historické prameny také nasvědčují tomu, že za papeže Marka se začaly sestavovat Depositio episcoporum a Depositio martyrum, první seznamy římských biskupů a mučedníků.
Podle Liber Pontificalis nechal postavit v Římě dva kostely. Jedním z nich je kostel sv. Marka, který je dnes součástí Palazzo di Venezia, a druhý mimo město, na hřbitově sv. Balbíny mezi Via Ardeatina a Via Appia. Pozemek i vybavení kostelů dostal Marek darem od císaře Konstantina.
Zemřel 7. října 336 a byl pohřben v kostele na hřbitově sv. Balbíny, který sám postavil. Jeho hrobku objevil v roce 1867 italský archeolog De Rossi. Podle Liber pontificalis však jeho ostatky byly přeneseny do druhého jím založeného kostela, do římské baziliky sv. Marka.
Mezi starověkými rukopisy se nachází oslavná báseň, kterou složil papež sv. Damasus I. (366–384) údajně na počest svatého Marka. Báseň je však psána natolik obecně, že dedikaci nelze potvrdit.
Památku svatého Marka uctívá katolická církev v den jeho úmrtí 7. října.